# Ride or die (Josylvio)
Ride or die is een lied van de Nederlandse rapper Josylvio. Het werd in 2017 als single uitgebracht.

## Achtergrond
Ride or die is geschreven door Joost Theo Sylvio Yussef Dowib en Stacey Walroud en geproduceerd door Esko. Het is een nummer uit het genre nederhop. In het lied rapt de artiest over loyaliteit, zijn succes, wat hij er voor heeft moeten doen om te bereiken wat hij heeft bereikt en over zijn familie. In de bijhorende videoclip reist de artiest door de Balkan.

## Hitnoteringen
De rapper had succes met het lied in Nederland. Het piekte op de eerste plaats van de Single Top 100. Het stond één week op de eerste plek en stond in totaal 25 weken in deze hitlijst. Er was geen notering in de Nederlandse Top 40; het kwam hier tot de derde plaats van de Tipparade. 